# Ольха кустарниковая
Ольха кустарниковая (лат. Alnus fruticosa), также душекия кустарниковая (Duschekia fruticosa), или ольховник кустарниковый (Alnaster fruticosus), — дерево или кустарник, относящийся к роду Ольха (Alnus) семейства Берёзовые (Betulaceae). В настоящее время считается подвидом ольхи зелёной (Alnus alnobetula) — Alnus alnobetula subsp. fruticosa.

## Ботаническое описание
Кустарник или небольшое дерево, в южной части ареала достигающее 6 м в высоту, с тёмно-серой корой. Молодые ветви красно-бурые.
Листья 5—8(10) см длиной и 3—7 см шириной, в очертании яйцевидные до широкояйцевидных, с закруглённым, часто неравнобоким, реже — ширококлиновидным, основанием, постепенно суженные в заострённый до острого конец, с остро- и неравнозубчатым, нередко двоякозубчатым краем. Верхняя поверхность листьев тёмно-зелёная, матовая или блестящая, голая; нижняя поверхность светлее, нередко смолистая, иногда покрытая короткими ржавоокрашенными волосками.
Мужские серёжки распускаются вместе с появлением листьев, сидячие, 3,5—6 см длиной. Прицветные чешуи фиолетово-бурые, одревесневающие, пятилопастные; пыльники ярко-жёлтые. Женские серёжки овальные, в группах на общем цветоносе, в основании которого имеются 1—3 присоцветных листа. Ножки серёжек очень коротковолосистые, обычно не клейкие. Рыльца ярко-красные.
Плоды — орешки эллиптической формы с тонким плёнчатым крылом.
В Северной Америке подвид длительное время смешивался с Alnus alnobetula subsp. crispa и Alnus alnobetula subsp. sinuata. От первого из них отличается более крупными неправильнозубчатыми листьями, от второго — более толстыми листовыми пластинками с более мелкими зубцами по краям.

## Распространение и экология
Преимущественно сибирское растение, заходящее в Европейскую часть России до бассейна Мезени. Также распространено на северо-западе Северной Америки, до Саскачевана на востоке и севера Калифорнии на юге.
Растёт по долинам горных рек, на галечниках, на каменистых и щебнистых склонах.

## Химический состав
Листья содержат значительное количество аскорбиновой кислоты. В молодом состоянии богаты протеином и белком, а также содержат значительное количество «сырого жира». Характерно значительное содержание сахаров и относительно невысокое содержание гемицеллюлозы.
| Дата         | Воды в % | От абсолютно сухого вещества в % | От абсолютно сухого вещества в % | От абсолютно сухого вещества в % | От абсолютно сухого вещества в % | От абсолютно сухого вещества в % | От абсолютно сухого вещества в % | В том числе | В том числе   | В том числе | В том числе  |
| Дата         | Воды в % | Зола                             | Протеин                          | Белок                            | Жир                              | Клетчатка                        | БЭВ                              | Моносахара  | Сумма сахаров | Крахмала    | Гемицелюлозы |
| ------------ | -------- | -------------------------------- | -------------------------------- | -------------------------------- | -------------------------------- | -------------------------------- | -------------------------------- | ----------- | ------------- | ----------- | ------------ |
| 11 июля 1937 | 8,4      | 4,8                              | 30,0                             | 28,1                             | 7,0                              | 22,60                            | 35,6                             | 6,05        | 11,85         | 1,64        | 9,02         |
| 9 августа    | 9,7      | 4,1                              | 20,4                             | 15,3                             | 5,8                              | 8,4                              | 61,3                             | 12,06       | 20,24         | 6,46        | 8,19         |

## Значение и применение
Посещается пчёлами довольно активно. Производит только пыльцу. В разных семьях доля обножек в условиях Камчатки может колебаться от 2 до 17 %.
Листья поедаются северным оленем (Rangifer tarandus) в молодом состоянии весной посредственно, летом плохо или вовсе не поедаются. Почки поедаются тундровой куропаткой. Сережки, почки и веточки поедаются рябчиком (Tetrastes bonasia) осенью и в особенности зимой, являясь для него в некоторых районах одним из основных зимних кормов. 
В Якутии круглый год поедается европейским лосём (Alces alces Linnaeus). 
Кора используется как дубитель, листья и серёжки применяются в народной медицине.
Используется только на колья, изгороди и т. д.

## Таксономия

### Синонимы
- Alnaster fruticosus (Rupr.) Ledeb., 1850
- Alnobetula fruticosa (Rupr.) Rupr., 1856
- Alnus alnobetula var. fruticosa (Rupr.) H.J.P.Winkl., 1904
- Alnus alnobetula var. parvifolia (Regel) Dippel, 1892
- Alnus crispa f. parvifolia (Callier) T.Shimizu, 1983
- Alnus fruticosa Rupr., 1845basionym
- Alnus fruticosa f. arborescens Kozhevn., 1980
- Alnus fruticosa f. macrophylla Lange, 1887
- Alnus fruticosa f. normalis Callier, 1911, nom. inval.
- Alnus fruticosa f. vulgaris Callier, 1911
- Alnus fruticosa subsp. montana Printz, 1921
- Alnus fruticosa var. typica Callier, 1904, nom. inval.
- Alnus maximowiczii var. parvifolia Callier, 1911
- Alnus orbiculata Lopylaie ex Spach, 1841, nom. inval.
- Alnus pumila Nois. ex Corrie, 1834
- Alnus tristis Wormsk. ex Regel, 1868
- Alnus viridis subsp. fruticosa (Rupr.) Nyman, 1881
- Alnus viridis var. communis Regel, 1861
- Alnus viridis var. fernaldii House, 1924
- Alnus viridis var. fruticosa (Rupr.) Regel, 1861
- Alnus viridis var. sibirica Regel, 1861
- Alnus viridis var. stenoptera Regel, 1861
- Duschekia fruticosa (Rupr.) Pouzar, 1964